# Video por componentes

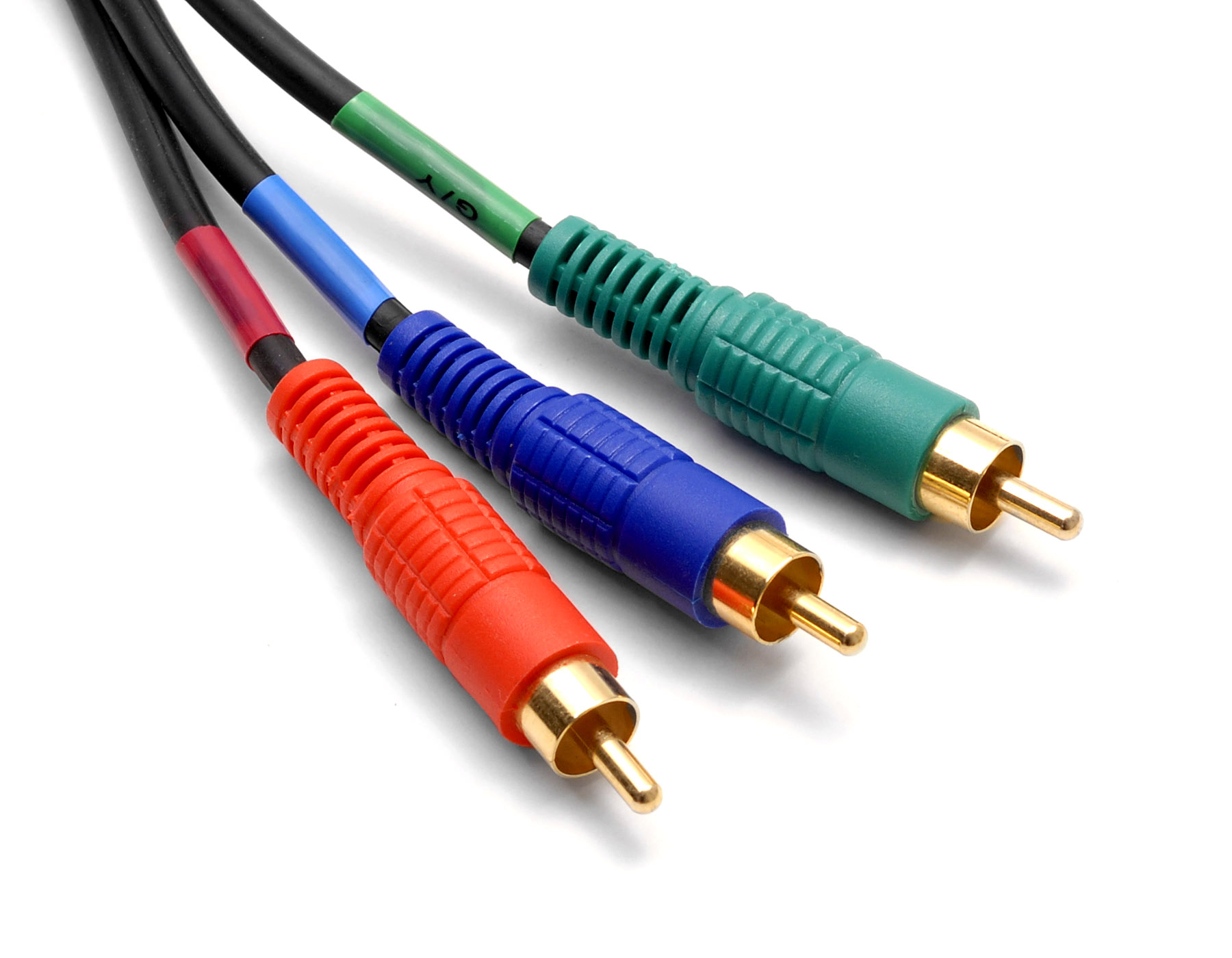
Tres cables cada uno con un conector RCA en ambos extremos, son usados para transportar video analógico por componentes YPbPr

Video por componentes, también conocido como Video componente, es un término referido a la división de una señal de video en dos o más canales de componentes. Comúnmente, se refiere a un tipo de información de componentes de vídeo analógico que se transmite o almacena como tres señales separadas. El video por componente se diferencia del video compuesto de las normas de televisión analógicas en color, en que, en este último, toda la información de video se combina en una sola señal de nivel de línea. Como en el caso del video compuesto, los cables de vídeo componente no llevan señal de audio por lo que, a menudo, se combina con los cables respectivos.
Cuando se usa sin otros requisitos, el término video por componente se refiere generalmente al vídeo analógico por componentes YPbPr con la señal de sincronismo sobre la señal de luma.

## Video Componente Analógico
Los equipos de reproducción de DVD, VHS, computadores y consolas de juego almacenan, procesan y transmiten señales de video usando diferentes métodos y, con frecuencia, cada equipo proporcionará más de una salida de señal. Una manera de mantener la claridad de la señal de video es mediante la separación de sus componentes, de modo que no interfieran entre sí. Las señales de S-Video, RGB y YPbPr comprenden dos o más señales independientes, y por lo tanto, todas son señales de video componente. Para la mayoría de las aplicaciones, a nivel de los consumidores, se utiliza vídeo por componente analógico. Sin embargo, el video por componente digital es cada vez más común en las aplicaciones informáticas y de cine en casa. El video componente es capaz de llevar varias señales, de exploración entrelazada o progresiva tales como 480i, 480p, 576i, 576p, 720p, 1080i, 1080p y más allá. Muchos televisores nuevos de alta definición soportan el uso de video componente hasta su resolución nativa.

### Video componente analógico RGB

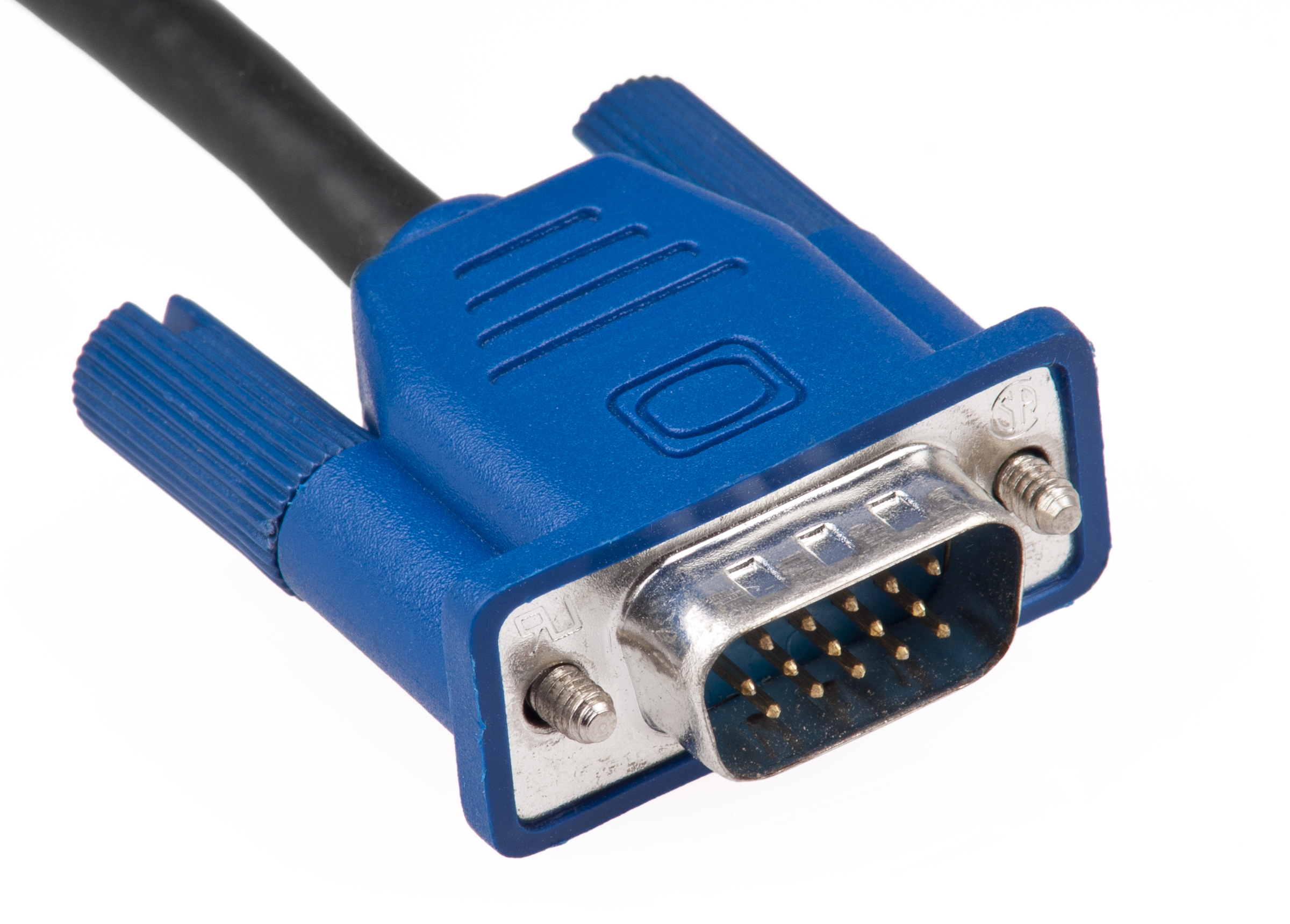
Un conector de 15 contactos del tipo VGA para computadoras personales.

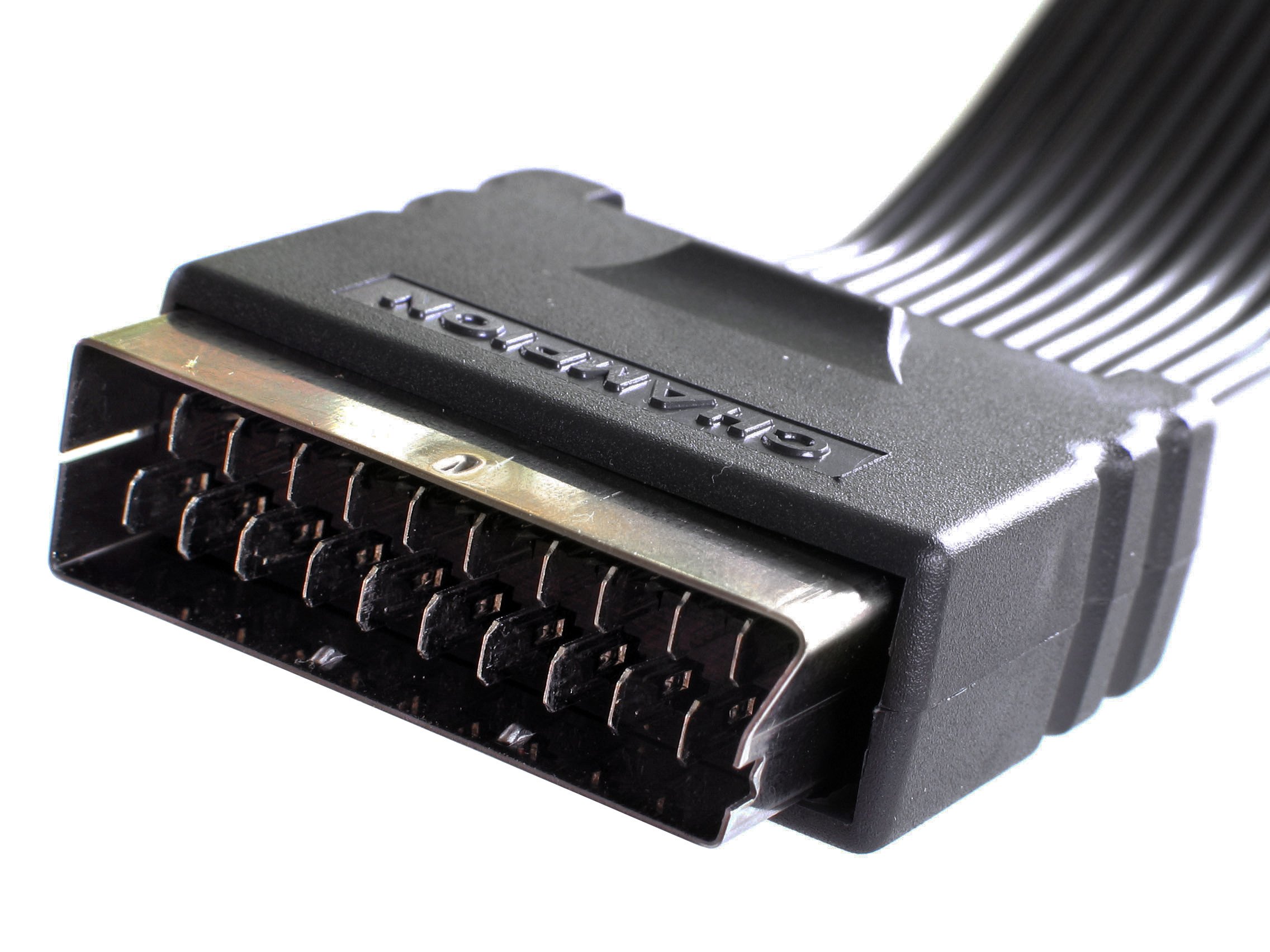
Conector europeo SCART de 21 contactos.

Los diversos estándares de video componente analógico RGB (como RGBS, RGBHV y RGsB) no utilizan compresión de video y no imponen límite real a la profundidad de color o la resolución, sino que requieren un gran ancho de banda para llevar la señal y contienen muchos datos redundantes ya que cada canal típicamente incluye gran parte de la misma imagen en blanco y negro. La mayoría de los computadores modernos ofrece esta señal a través de un puerto VGA. Muchos televisores, especialmente en Europa, utilizan RGB a través del conector SCART. Todos los juegos de video, excepto los primeros juegos en blanco y negro, usan monitores RGB.
El video RGB analógico está cayendo poco a poco en desuso ya que los computadores obtienen mayor claridad en la imagen usando conexiones digitales DisplayPort o Digital Visual Interface, mientras que los sistemas de cine en casa favorecen cada vez más al estándar High-Definition Multimedia Interface (HDMI) , en parte debido a que las conexiones analógicas no se pueden hacer fácilmente para soportar la gestión digital de derechos. 
Además de las señales de color rojo, verde y azul, RGB requiere dos señales adicionales para proporcionar sincronización a la pantalla de vídeo. Se utilizan varios métodos:
- Sincronización compuesta, en la cual las señales horizontales y verticales se mezclan juntas en un cable separado (el S en RGBS).
- Sincronización separada, en la cual las señales horizontales y verticales son transportadas en su propio cable (señales la H y V en el sistema RGBHV)
- Sincronización en verde, en la que una señal de sincronización compuesta se superpone en el cable utilizado para transportar la señal de color verde (Sistema SOG o RGsB).
- Sincronización en rojo o sincronización en azul, en la cual una señal de sincronización compuesta se superpone tanto al cable para las señales de rojo o azul.

La sincronización compuesta es común en el esquema de conexión europeo SCART Europea, usando dos contactos. El sistema RGBS requiere cuatro cables: Rojo, Verde, Azul y Sincronismo. Si se utilizan cables separados, el cable de sincronización es usualmente de color amarillo (como es el caso para el estándar de vídeo compuesto) o blanco.
La sincronización separada es más común con el estándar VGA, utilizado en todo el mundo para monitores analógicos de computador. Esto a veces se conoce como el sistema RGBHV, ya que los pulsos de sincronización horizontal y vertical se envían en canales separados. Este modo requiere cinco conductores. Si se utilizan cables separados, las líneas de sincronización son generalmente de color amarillo (señal H) y blanco (señal V), amarillo (H) y negro (V), o gris (H) y negro (V).
La sincronización en verde (SoG) es menos común, y aunque algunos monitores VGA la soportan, la mayoría no lo hace. Al igual que los dispositivos que utilizan el vídeo compuesto o el S-video, los dispositivos SoG requieren circuitos adicionales para eliminar la señal de sincronización de la línea de señal en verde. Un monitor que no está equipado para manejar SoG permite visualizar una imagen con un tinte verde extremo. La sincronización en rojo y sincronización en azul es aún más rara que sincronización en verde, y se utilizan por lo general sólo en ciertos equipos especializados.

### Vídeo componente analógico basado en Luma

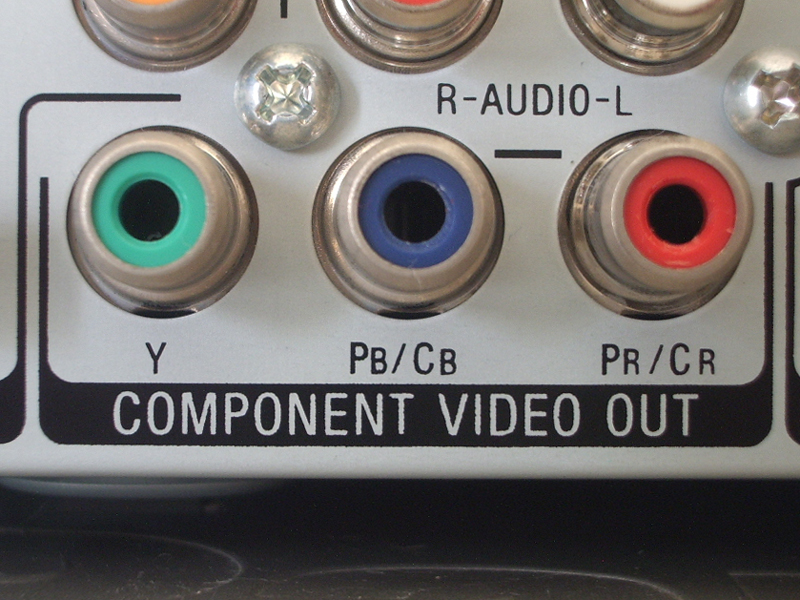
Salida de video por componentes YPbPr en un reproductor de video moderno

Otros tipos de señales analógicas de vídeo componentes no usan componentes separados de color rojo, verde y azul, sino más bien el componente de luma o lumninancia, que proporciona información de brillo, como en el vídeo en blanco y negro. Esto se combina con uno o más componentes de color denominados en conjunto crominancia. Tanto la salida de S-Video de vídeo por componentes (dos señales separadas) y la salida de vídeo por componentes YPbPr (tres señales separadas) vistos en reproductores de DVD son ejemplos de este método.
La conversión de vídeo en luma y crominancia permite el submuestreo de croma, un método utilizado por los esquemas de compresión JPEG y MPEG para reducir los requisitos de almacenamiento de imágenes y video, respectivamente. Muchos televisores, reproductores de DVD, monitores, proyectores de vídeo y otros dispositivos de vídeo utilizan entradas o salidas del tipo YPbPr.
Cuando se utiliza para conectar una fuente de vídeo a una pantalla de vídeo con soporte para relaciones de aspecto de 4:3 y 16:9, la norma de televisión PAL proporciona pulsos de señalización que cambiarán automáticamente la pantalla de un formato a otro.

## Conectores usados
- D-Terminal: usado principalmente en equipos electrónicos japoneses.
- Conector RCA: Tres conectores con los colores verde (Y), azul (PB) y rojo (PR)[2]
- SCART: usado solo en el continente europeo.
- Video In Video Out: Conector Mini-DIN de 9 contactos, usado en tarjetas de video para computadoras, las cuales incluyen un adaptador para video componente RCA, video compuesto RCA y Mini-DIN para S-Video.

## Estándares Internacionales
- RS-170: Estándar original estadounidense para video de 525 líneas, basado en la norma NTSC, estándar conocido en la actualidad como SMPTE 170M.[3]
- RS-343: RGB de 1000 líneas, 625 u 975 líneas.
- STANAG 3350: Estándar de video analógico, versión militar de la OTAN de la norma RS-343, hoy conocida como EIA-343A.[4]
- CEA-770-3: Especificación estadounidense para video en banda base de HDTV de la organización comercial estadounidense Consumer Electronics Association.[3]

## Video por Componente frente a Video Compuesto
En el video compuesto, las señales de luma y de color son codificadas en una sola señal. Cuando los componentes de color se mantienen como señales separadas, se habla de video componente analógico, que requiere las señales anteriores, separadas. Como el vídeo por componente no sufre el proceso de codificación, la calidad del color es notablemente mejor que en el vídeo compuesto.
Los conectores de vídeo componentes no son exclusivos ya que son utilizados por varias normas diferentes; por lo tanto, el hacer una conexión de vídeo componente a menudo no conduce a que sea transferida una señal de vídeo satisfactoria. En muchos reproductores de DVD y televisores puede ser necesario hacer ajustes para indicar el tipo de entrada/salida que se utiliza, y si estos se establecen de forma errada la imagen no se muestre correctamente. El escaneo progresivo, por ejemplo, a menudo no se habilita de forma predeterminada, incluso cuando se selecciona la salida de vídeo por componentes.